# Euxoa tetra
Euxoa tetra là một loài bướm đêm trong họ Noctuidae.